# Сухадоле (Літія)
Сухадоле (словен. Suhadole) — поселення в общині Літія, Осреднєсловенський регіон, Словенія. Висота над рівнем моря: 655,2 м.